# DR 766
Der DR 766 war ein Verbrennungstriebwagen, der 1932 durch einen Gelegenheitskauf zur Deutschen Reichsbahn kam. Das Fahrzeug wurde bei den Deutschen Werken in Kiel gefertigt und gilt als Weiterentwicklung der DWK-Reihe IVa. Vom Entwicklungsstand der Antriebsanlage ist es identisch mit der Reihe 751–754, jedoch etwas kürzer als diese Reihe ausgeführt. Vom Wagenkasten her sind stimmt der Triebwagen fast mit den AKN T1–T3 überein. Der Triebwagen DR 766 wurde nach 1945 von der Deutschen Bundesbahn als VT 85 905 übernommen und war bis 1951 im Einsatz. Danach kam er zur Westerwaldbahn, wo er als T 103 bis 1960 fuhr und danach abgestellt, 1962 ausgemustert und verschrottet wurde.

## Geschichte
Von dieser Form von Triebwagen wurden drei Exemplare an die Altona–Kaltenkirchen–Neumünster Eisenbahn AG zur Auslieferung gebracht. 1932 wurde er vom RAW Wittenberge abgenommen und anschließend in der Reichsbahndirektion Hamburg eingesetzt. Der Triebwagen wurde bevorzugt auf der 15 km langen Verbindungsstrecke Bredstedt–Löwenstedt sowie im Umlauf mit den großen DWK-Triebwagen 751–754 verwendet. Während des Zweiten Weltkrieges war der Triebwagen nach der Umstellung auf Betrieb mit Flüssiggas weiter bei der Rbd Hamburg im Einsatz.

### Einsatz auf der Windbergbahn
Einen einjährigen Probeeinsatz verrichtete der Triebwagen auch auf der Windbergbahn von Dresden Hauptbahnhof nach Possendorf von 1932 bis 1933, wo er den unrentablen Dampfbetrieb im Personenverkehr wirtschaftlicher gestalten sollte. Der Einsatz des Triebwagens machte sich besonders erforderlich, da 1931 drei Dampflokomotiven der Reihe 98.0 ausgemustert werden mussten. Für den Einsatz des Triebwagens sprach besonders die gute Kurvenläufigkeit in den engen Radien auf der Strecke von Freital nach Gittersee. Mit dem Triebwagen lief ein zweiachsiger Beiwagen auf der Strecke. Bei der 1. Fahrt mit Fahrgästen zeigte sich jedoch, dass die Leistung des Triebwagens, der damals noch eine Motorleistung von 150 PS besaß, für die Steigung von 25 o/oo nicht ausreichend war. Weitere Fahrten wurden in Folge nur noch in Talrichtung mit Fahrgästen bzw. während der verkehrsschwachen Zeit unternommen.
Nach einjährigem Probebetrieb wurde der Triebwageneinsatz wieder abgebrochen, weil der Triebwagen den starken Steigungen mit seiner damaligen Motorleistung nicht gewachsen war.

## VT 85 905
Nach dem Krieg gehörte er als VT 85 905 zum Bestand der Deutschen Bundesbahn, wo er bis 1951 im Einsatz war. Noch im selben Jahr wurde er ohne Antriebsanlage an die Westerwaldbahn mit der Bezeichnung T 103 verkauft. Die Gesellschaft rüstete den Triebwagen mit einem Dieselmotor der Deutz AG mit 180 PS aus und erneuerte die Dachkühlanlage. Außerdem wurde das Getriebe von dem WEBA VT 101 verwendet, nachdem es von der Firma Jung mit einer doppelseitigen Abgangswelle umgerüstet wurde. In diesem Zustand versah der Triebwagen noch bis 1960 Dienst, wurde danach ausgemustert und 1962 verschrottet. Es wurde eingeschätzt, dass er im Betrieb bei der Westerwaldbahn als sehr beliebt galt.

## Technische Beschreibung
Der Wagenkasten des Fahrzeuges war in Ganzstahlbauweise gefertigt. Das Untergestell war 13.260 mm lang und trug an beiden Enden Puffer in Sonderbauart und 400 mm Tellerdurchmesser. Außerdem besaß der Wagen die reguläre Schraubenkupplung leichter Bauart. Der Wagenkasten war in ein Abteil der 2. Klasse mit 16 Sitzplätzen und ein Großraumabteil der 3. Klasse unterteilt. In der 2. Klasse waren die Sitze 2+2 und in der 3. Klasse 3+2 angeordnet. Neben den Fahrgastabteilen waren die Einstiegsräume, die gleichzeitig die Führerstände waren. Gegenüber den Kommissbroten waren sie etwas umgestaltet; die Einstiegstüren waren weniger stark zugespitzt, dadurch ergaben sich größere Führerstandsfenster. Ein Führerstand diente gleichzeitig als Gepäckraum für eine Stellfläche von 4 m²; dieser war an der zurückgesetzten Außentür erkennbar. Das Fahrzeug war mit den bei DKW-Triebwagen gewohnten Dachkühler ausgestattet, jedoch war das Dach etwas flacher gehalten. 
Die Drehgestelle waren im Radstand sehr klein gehalten worden. Die Raddurchmesser waren deutlich größer als beim DWK Modell IV a Normalspur. Treib- und Laufräder stützten sich über Blattfedern am Drehgestellrahmen ab.
Die Maschinenanlage war gegenüber den DWK Modell IV a Normalspur weiterentwickelt worden und entgegen den DR 751–754 über vier Gummipuffer am Hauptrahmen aufgehängt. Der Benzolmotor leistete 110 kW (150 PS) und ragte in den Fahrgastraum hinein, wo er durch eine Blechhaube abgedeckt wurde. Für je drei Zylinder besaß der Motor einen Vergaser. Die Drosselklappen waren miteinander verbunden und über Seilzug vom Führerstand aus bedienbar. Bei diesem Fahrzeug wurde schon die Getriebeübertragung über das TAG-Getriebe gewählt. Der Triebwagen war einer der ersten DWK-Triebwagen mit Vorwählgetriebe, der Getriebekonfiguration, die bis zum Zweiten Weltkrieg Standard war. Die Übertragung des Drehmomentes auf die im Drehgestell innen liegenden Antriebsräder erfolgte wie bei DWK-Triebwagen traditionell.